# Norteamérica británica
Norteamérica británica o América del Norte británica es un término que se refiere a las colonias y territorios que después de 1783 continuaron leales al Imperio británico en Norteamérica durante los siglos XVIII y XIX.
En el momento en que estalló la guerra de independencia estadounidense en 1775, el Imperio británico tenía 20 colonias al norte del Virreinato de la Nueva España. Florida Occidental y Florida Oriental fueron recuperadas por España en el Tratado de París (1783) que terminó la guerra de independencia estadounidense y después fueron cedidos por España a los Estados Unidos en 1819. Entre 1867 y 1873 las restantes colonias británicas en Norteamérica se reunieron para conformar el Dominio de Canadá. La isla de Terranova se unió a Canadá en 1949.

## Nombre
El término "Norteamérica británica" fue utilizado de manera informal por primera vez en 1783, pero no fue de uso común antes del informe de asuntos sobre la Norteamérica británica por parte del gobierno del Reino Unido, informe de 1839 denominado el Informe Durham. Anteriormente, las colonias británicas en Norteamérica fueron llamadas América británica e Indias Occidentales Británicas hasta 1783 y después "Norteamérica británica" e "Indias occidentales británicas".

## Colonias y territorios en la Norteamérica británica
Entre 1789 y 1949 eran los siguientes:
- Provincia de Nueva Escocia (1713-1867).
  - Colonia de la Isla del Cabo Bretón (1784-1821).
- Provincia de Nuevo Brunswick (1784-1867).
- Provincia de Quebec (1763-1791).
- Provincias Unidas de Canadá (1840-1867) (compuesta por Alto Canadá y Bajo Canadá).
  - Provincia del Alto Canadá (1791-1840).
  - Provincia del Bajo Canadá (1791-1840).
- Tierra de Rupert (1670-1870).
  - Colonia del Río Rojo (1801-1870).
- Territorio Noroeste (1859-1870).
- Colonia de la Columbia Británica (1858-1871).
  - Territorio de Stikine (1862-1863).
  - Colonia de la Isla de Vancouver (1849-1866).
  - Colonias Unidas de la Isla Vancouver y Columbia Británica (1866-1871).
- Provincia Isla Príncipe Eduardo (1769-1873).
- Colonia de Terranova (1610-1907) (transformada en el Dominio de Terranova 1907-1949).